# Klikuszówka
Klikuszówka – potok, dopływ Czarnego Dunajca. Jest ciekiem 3 rzędu o długości 5,357 km. Wypływa na wysokości około 850 m na południowych stokach opadającego do Klikuszowej grzbietu Bukowiny Obidowskiej w Gorcach. Spływa w kierunku południowym i wypływa na Kotlinę Nowotarską w Nowym Targu. Przepływa przez zabudowany obszar tego miasta i na wysokości 584 m uchodzi do Czarnego Dunajca jako jego lewy dopływ.
Potok płynie w dwóch regionach geograficznych; Gorce i Kotlina Nowotarska. Górna część w obrębie Gorców to typowy potok górski o dużym spadku i kamienistym dnie, po wypłynięciu na Kotlinę Nowotarską staje się potokiem nizinnym o małym spadku i krętym korycie. Średni spadek 49,6 m/km. Potok posiada wiele dopływów. Jego zlewnia znajduje się w granicach Klikuszowej i Nowego Targu.